# Pengzhen (ort i Kina, Sichuan Sheng, lat 30,58, long 103,88)
Pengzhen (kinesiska: 彭镇) är en ort i Kina. Den ligger i provinsen Sichuan, i den sydvästra delen av landet, omkring 20 kilometer sydväst om provinshuvudstaden Chengdu. Antalet invånare är 44 115. Befolkningen består av 21 691 kvinnor och 22 424 män. Barn under 15 år utgör 11,0 %, vuxna 15-64 år 78 %, och äldre över 65 år 10,0 %.
Runt Pengzhen är det tätbefolkat, med 819 invånare per kvadratkilometer. Det finns inga andra samhällen i närheten. Runt Pengzhen är det i huvudsak tätbebyggt.
Genomsnittlig årsnederbörd är 1 318 millimeter. Den regnigaste månaden är juli, med i genomsnitt 377 mm nederbörd, och den torraste är december, med 11 mm nederbörd.